# Max Hollein

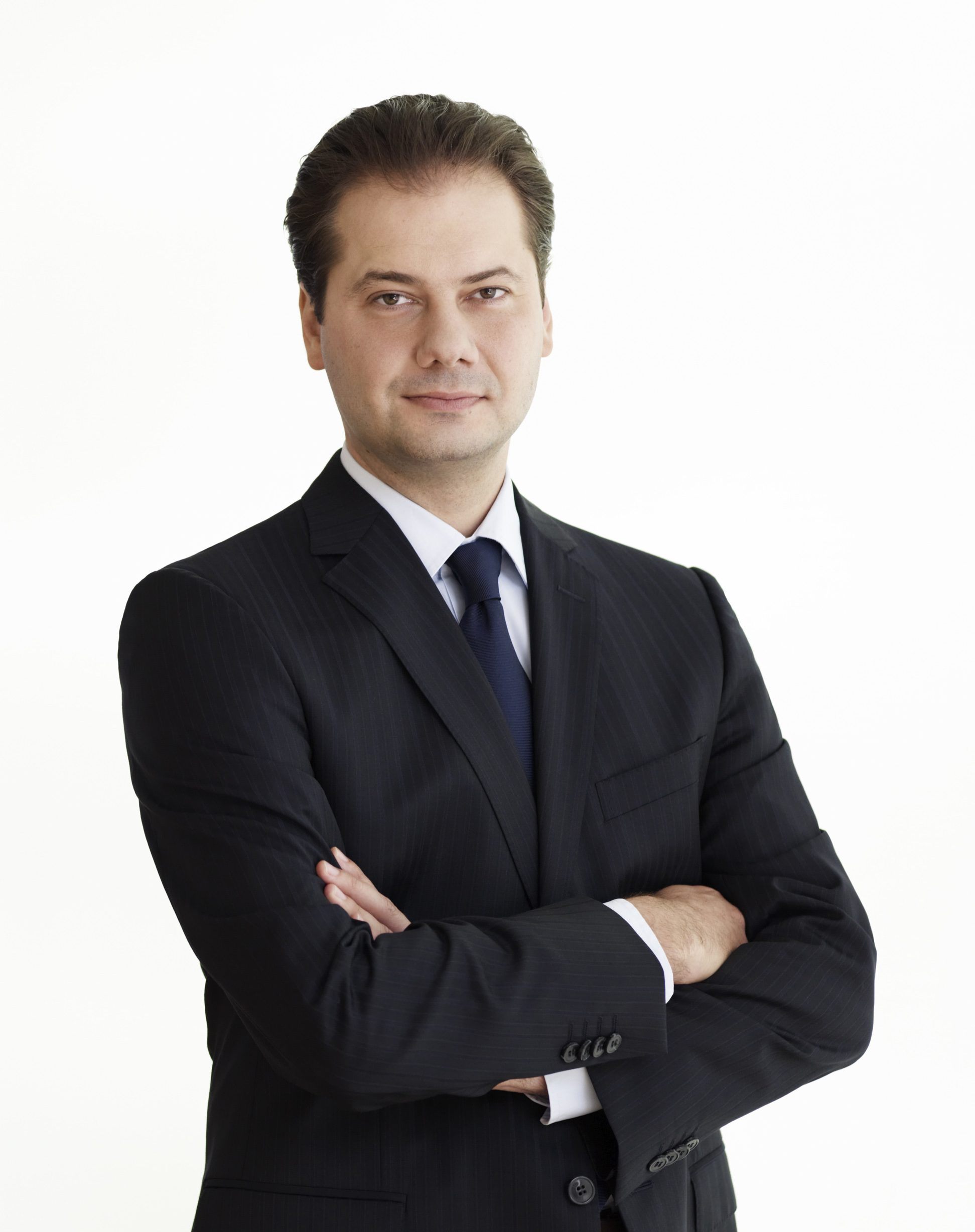
Max Hollein (2008)

Max Hollein (* 7. Juli 1969 in Wien) ist ein österreichischer Kurator und Museumsdirektor. Seit August 2018 ist er Direktor und seit Juli 2023 Direktor und Chief Executive Officer des Metropolitan Museum of Art in New York City.

## Leben
Max Hollein wurde als Sohn der Modezeichnerin Helene Hollein und des Architekten Hans Hollein 1969 in Wien geboren. Seine Schwester ist Lilli Hollein, die Direktorin des Museum für angewandte Kunst Wien. Er studierte Betriebswirtschaft an der Wirtschaftsuniversität Wien und Kunstgeschichte an der Universität Wien. Während dieser Zeit war er unter anderem als freier Mitarbeiter der Wirtschaftsredaktion der Tageszeitung Der Standard tätig. 
Nach dem Abschluss beider Studien 1994/95 erfolgte der Umzug nach New York, wo er als Projektleiter für Ausstellungen am Solomon R. Guggenheim Museum arbeitete. Von 1996 bis Ende 2000 folgte eine enge Zusammenarbeit mit Guggenheim-Direktor Thomas Krens, zunächst als „Executive Assistant to the Director“ und ab 1998 als „Chief of Staff and Manager of European Relations“ – verantwortlich für wesentliche Projekte wie etwa den Aufbau der Ausstellungshallen „Deutsche Guggenheim Berlin“ und „Guggenheim Las Vegas“, für Ausstellungstourneen, Eröffnungsaktivitäten des Guggenheim-Museum Bilbao sowie für Kontakte zu europäischen Kulturinstitutionen, Sammlern, Medien, Kuratoren und Sponsoren.

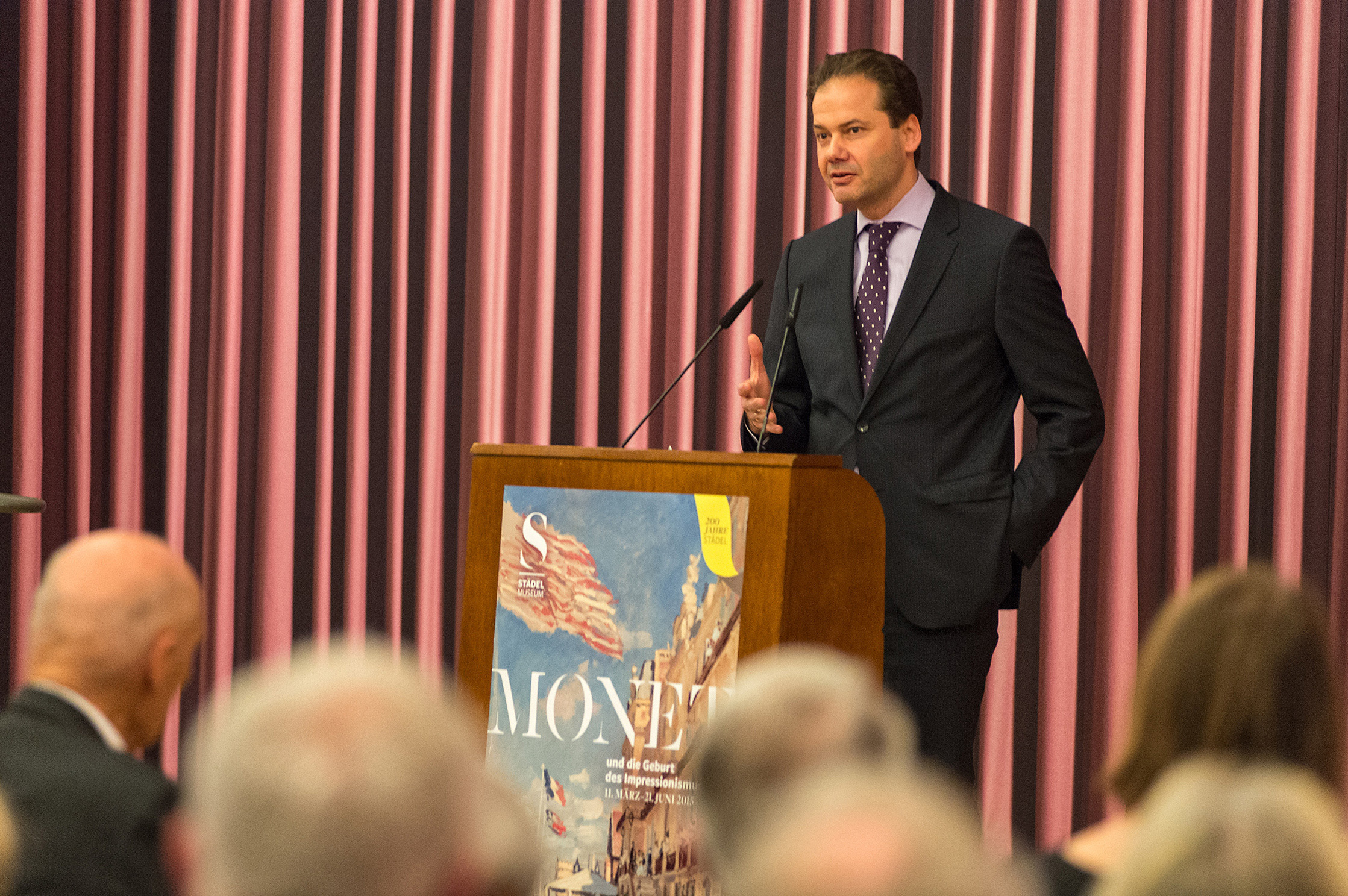
Max Hollein bei der Eröffnung der Monet-Ausstellung im Städel Museum 2015

Hollein wurde 2001 Direktor der Schirn Kunsthalle in Frankfurt am Main, auf Einladung der Frankfurter Oberbürgermeisterin Petra Roth. Von 2006 bis Mai 2016 war er auch Direktor des Städel Museums und der Liebieghaus Skulpturensammlung.

## Wirken

### Schirn Kunsthalle
Max Hollein war Direktor der Schirn Kunsthalle, die ab Oktober 2001 unter seiner künstlerischen und kaufmännischen Leitung stand, sowie seit Januar 2006 Direktor des Städels und des Liebieghauses. Zu den Höhepunkten seines Programms an der Schirn, die er national und international neu positioniert hat, zählen die Ausstellungen „Frequenzen [Hz] – Audiovisuelle Räume“, „Shopping – 100 Jahre Kunst und Konsum“, „Henri Matisse: Mit der Schere zeichnen“, „Traumfabrik Kommunismus – Die visuelle Kultur der Stalinzeit“, „Yves Klein“, „Die nackte Wahrheit – Klimt, Schiele, Kokoschka und andere Skandale“, „Op Art“, „Impressionistinnen. Berthe Morisot, Mary Cassatt, Eva Gonzalès, Marie Bracquemond“, „Georges Seurat. Figur im Raum“, „Edvard Munch – Der moderne Blick“ sowie in Kooperation mit der Liebieghaus Skulpturensammlung „Jeff Koons. The Painter & The Sculptor“. Seit Jahren zählt die Schirn zur bestbesuchten Kunstinstitution der Rhein-Main-Region.

### Liebieghaus
Die Liebieghaus Skulpturensammlung erlebte unter der Leitung von Max Hollein die größte Infrastrukturmaßnahme seit 1990: die Sammlungsbereiche vom Mittelalter bis zum Klassizismus und Ostasiens sowie das zu Studioli-Räumen umgestaltete Dachgeschoß präsentieren sich seit 2008 in einem gänzlich veränderten Farb-, Licht- und Vermittlungskonzept. Die ebenfalls 2008 gezeigte Ausstellung „Bunte Götter. Die Farbigkeit antiker Skulpturen“ wurde zu einer der erfolgreichsten Ausstellungen in der Geschichte des Liebieghauses. Ihren Abschluss fand die Neugestaltung im Frühjahr 2009 mit der Neuaufstellung des Sammlungsbereichs Antike, in den nun auch Werke des Klassizismus integriert sind, sowie der Eröffnung eines neu geschaffenen Schaudepots. Ausstellungen wie „Jean-Antoine Houdon. Die sinnliche Skulptur“ (2009), „Sahure – Tod und Leben eines großen Pharao“ (2010), „Niclaus Gerhaert. Der Bildhauer des Mittelalters“ (2010/11) sowie in Kooperation mit der Schirn Kunsthalle „Jeff Koons. The Sculptor“ (2012) sorgen für einen regen zusätzlichen Publikumszulauf ins Liebieghaus.

### Städel Museum
Im Städel hatte Max Hollein seit Beginn seiner Tätigkeit zahlreiche neue Ausstellungsformate eingeführt: von kleinen, ausgewählten Kabinettausstellungen unter anderem zu Wilhelm Lehmbruck, Martin Kippenberger und Andrea Mantegna über die Reihe „Konstellationen“ mit Werken zeitgenössischer Kunst aus der Sammlung des Städel bis zu bedeutenden Überblicksschauen wie „Gärten“, „Albrecht Dürer: Die Druckgraphiken“, „Hexenlust und Sündenfall. Die seltsamen Phantasien des Hans Baldung Grien“, „Cranach der Ältere“, „Der Meister von Flémalle und Rogier van der Weyden“, „Ernst Ludwig Kirchner. Retrospektive“, „Beckmann&Amerika“ sowie die große, international viel beachtete Ausstellung „Botticelli“. Mit 367.000 Besuchern war sie die mit Abstand erfolgreichste Schau in der Geschichte des Städel.
Unter Max Hollein wurde auch die größte bauliche Erweiterung des Städel durchgeführt. Ende 2011 wurden die Sammlungsbereiche Alte Meister und Kunst der Moderne nach einer umfangreichen Sanierung wiedereröffnet. Im Februar 2012 wurde ein unterirdischer Erweiterungsbau – die Gartenhallen – mit zusätzlichen 3000 m² Sammlungsfläche für die Gegenwartskunst eröffnet. Im Zuge einer groß angelegten Kampagne, an der sich die Stadt Frankfurt, das Land Hessen, namhafte Firmen, Stiftungen sowie unzählige Bürger beteiligten, konnte das Städel Museum die Gesamtkosten von 52 Mio. Euro für Sanierung und Erweiterung zur Hälfte aus privaten und zur anderen Hälfte aus öffentlichen Geldern finanzieren. Durch Ankäufe und Schenkungen wird darüber hinaus der Bestand des Museums in allen Sammlungsbereichen kontinuierlich ergänzt. Unter der Führung von Max Hollein konnte das Städel Museum seinen Bestand signifikant ausbauen. Zwischen 2006 und 2012 kamen allein 1.200 Neuzugänge ins Städel.

### Fine Arts Museums of San Francisco
Nachdem schon früher über Verhandlungen mit anderen Häusern, etwa dem Pariser Centre Pompidou, berichtet worden war, wurde im März 2016 bekannt, dass Max Hollein nach 15 Jahren Tätigkeit in Frankfurt am Main ab Juni 2016 die Rolle des Direktors und CEOs des Fine Arts Museums of San Francisco übernimmt. In seiner Funktion verwaltete er ein Betriebsbudget von 60 Millionen Dollar und über 500 Mitarbeiter. Hollein leitete in seiner Zeit umfassende Umstrukturierungen der Museumsorganisation ein und stellte mit Claudia Schmuckli die erste zeitgenössische Kuratorin der Institution ein. Mit Ausstellungen von Urs Fischer, Sarah Lucas und Julian Schnabel in der Legion of Honor sowie Carsten Nicolai und Leonardo Drew, lancierte er im De Young Museum eine Initiative für zeitgenössische Kunst, die das Werk lebender Künstler mit den Gebäuden und den Sammlungen beider Häuser in Dialog bringt. Im Januar 2017 gab die Institution mit der Ausstellung “Revelations: Art from the African American South”, die Erweiterung ihrer Sammlung amerikanischer Kunst durch den Erwerb von 62 Werken von 22 zeitgenössischen afroamerikanischen Künstlern bekannt. Darunter Thornton Dials Blood And Meat: Survival For the World (1992) und Lost Cows (2000-1), Joe Light's Dawn (1988), Jessie T. Pettway's Bars and String-Pierced Columns (1950er Jahre), Lonnie Holley's Him and Her Hold the Root (1994) und Joe Minter's Camel at the Watering Hole (1995). Hollein eröffnete Ausstellungen, wie The Brothers Le Nain: Painters of Seventeenth Century France, Frank Stella: A Retrospektive, Danny Lyon: Message to the Future, Monet: The Earl Years und Stuart Davis: In Full Swing, Ed Ruscha and the Great American West oder Cult of the Machine. The Summer of Love: Art, Fashion, and Rock & Roll, war mit 270.000 Besuchern und 400.000 Online-Zugriffen, die erfolgreichste Ausstellung der letzten Jahre. Mit Ausstellungen wie Teotihuacan: City of Water, City of Fire, Die Maori-Porträts: Gottfried Lindauers Neuseeland, und Zeitgenössische muslimische Moden, unter kuratorischer Einbeziehung muslimischer Vertreter, baute Hollein den enzyklopädischen Schwerpunkt des Programms von de Young weiter aus. Er entwickelte auch die pädagogische Arbeit der Institution weiter. U. a. durch digitale interaktive Tools zur Vorbereitung von Ausstellungen und den Bau des DeYoungster's Studio – ein Lernraum, der die Neugierde und das Verständnis von Kindern für Kunst fördert.

### Metropolitan Museums of Art
Im April 2018 gab das Metropolitan Museum of Art bekannt, dass Hollein sein 10. Direktor werden wird. Er setzte sich in einem Auswahlverfahren durch, zu dessen Finalisten Adam D. Weinberg, Julián Zugazagoitia, Emilie Gordenker, Timothy Rub und Taco Dibbits gehörten.
Zu Beginn teilte Hollein seine Vision für die gegenwärtige und künftige Rolle enzyklopädischer Museen mit und erklärte, er wolle, dass die Galerien und das Programm des Met eine Reihe von Perspektiven der Geschichte präsentieren und die Überschneidung von Kulturen untersuchen, anstatt einzelne, lineare Erzählungen zu präsentieren.
Die Ausstellungen, seit 2018, zeigen die wissenschaftliche Tiefe und Breite des Met und erstrecken sich über alle 17 kuratorischen Abteilungen des Met. Darunter waren Ausstellungen wie: „Alice Neel: People Come First“, „The Medici. Portraits and Politics , 1512-1570“, „Camp: Notes on Fashion“, „Crossroads“, „Jacob Lawrence: The American Struggle“, „The Last Knight: The Art, Armor, and Ambition of Maximilian I“, „Making The Met, 1870-2020“, „Gerhard Richter: Painting After All“, „Sahel: Art and Empires on the Shores of the Sahara“, „The Tale of Genji: A Japanese Classic Illuminated“, „Surrealism Beyond Borders“, „Inspiring Walt Disney: The Animation of French Decorative Arts“, and „Charles Ray: Figure Ground“.
Hollein beteiligte das Met an breiteren kulturellen Debatten. Unter anderem bezog er Stellung zu den Führungsaufgaben des Museums bei der Aufrechterhaltung der Richtlinien und Praktiken für den Erwerb von Kunst und archäologischem Material und den Schutz des kulturellen Erbes auf der ganzen Welt.
2020 kündigte das Museum öffentlich das Engagement gegen Rassismus, für Diversität und das Wohlergehen ihrer Gemeinschaften an. Dieses Vorhaben umfasst die Aufarbeitung der Geschichte des Museums, die Diversifizierung der gesamten Sammlung und seines Programms sowie die Auswahl bei der Einstellung und Schulung von Mitarbeitern. Zu Beginn seiner Amtszeit sagte Hollein, dass er sich darauf konzentrieren würde, moderne und zeitgenössische Kunst in das Hauptgebäude der Met in der Fifth Avenue zu bringen. Dazu kündigte er ein umfangreiches neues Programm an. Die neue jährliche Fassadenkommission wurde 2019 mit Wangechi Mutu eingeweiht. Für die Eröffnungskommission der Großen Halle im Jahr 2019 lud das Met den Cree-Künstler Kent Monkman ein, zeitgenössische historische Gemälde zu schaffen, die als Kommentar zur indigenen Erfahrung und zum Kolonialismus dienen und die Sammlung des Met mit einem kritischen Blick betrachten. Hollein fügte dem bestehenden System von 29 historischen Räumen auch den ersten zeitgenössischen Raum hinzu, den sogenannten afrofuturistischen Raum mit dem Titel „Before Yesterday We Could Fly“, der unter anderem von Hannah Beachler und Michelle Commander kuratiert wurde. Hollein baute auf die digitalen Plattformen des Met, um seine Bildungsinitiativen zu erweitern und Inhalte zu verbreiten. Während der COVID-19-bedingten Schließung und während des 150-jährigen Jubiläums des Met stellte das Museum schnell auf virtuelle Programme um und hob sein digitales Angebot hervor, das seitdem erheblich ausgebaut wurde. Bis 2021 verzeichnete das Met jährlich über 30 Millionen Besucher auf seiner Website. In Vorträgen teilte Hollein mit, dass das Met in den nächsten zehn Jahren in die Modernisierung in die Infrastruktur investieren wird. Zu den Projekten gehören die 70 Millionen Dollar teure Renovierung des Michael-C.-Rockefeller-Flügels, in dem die Galerien für die Kunst Afrikas, Ozeaniens und Amerikas, für altorientalische und zypriotische Kunst sowie für europäische Malerei untergebracht sind. Außerdem werden die bereits angekündigten Pläne zur Umgestaltung des modernen Flügels überarbeitet. Im Juli 2019 meldete das Museum, dass es im dritten Jahr in Folge über 7 Millionen Besucher hatte.

## Weitere Aktivitäten
Neben seiner Direktorentätigkeit war Max Hollein Kommissär und Kurator des amerikanischen Pavillons bei der VII. Architekturbiennale in Venedig im Jahr 2000, Beauftragter für den österreichischen Pavillon bei der Biennale di Venezia 2005 sowie Kurator des Salzburger Avantgardefestivals „kontra.com“ anlässlich des Mozart-Jahres 2006. Er ist Mitglied in verschiedenen Jurys und Beratungsgremien, darunter Mitglied des Aufsichtsrats der „Kulturveranstaltungen des Bundes in Berlin GmbH“ (Berliner Festspiele, Berliner Filmfestspiele, Martin-Gropius-Bau, Haus der Kulturen der Welt), Kurator von Ausstellungen wie „Shopping“, „Jonathan Meese“ „Julian Schnabel“, „3’“, „Carsten Nicolai“ sowie Herausgeber zahlreicher Ausstellungskataloge.
Hollein verfasste vielfältige Publikationen und Vorträge zur zeitgenössischen Kunst und Kunst der Moderne sowie zum Museumswesen. 1999 erschien sein Buch „Zeitgenössische Kunst und der Kunstmarktboom“, 2006 die Publikation „Unternehmen Kunst. Entwicklungen und Verwicklungen“ in der Statement Reihe.
Max Hollein ist Mitglied im Kuratorium der Stiftung Giersch und Mitglied in zahlreichen Aufsichts- und Beratungsgremien internationaler Kulturinstitutionen, darunter die Eremitage (Sankt Petersburg) (bis 2022), das Palais de Tokyo in Paris, das Istanbul Modern, die Neue Galerie New York, die Ludwig-Stiftung und die Bundeskunsthalle in Bonn.

## Auszeichnungen
- 2008: wurde unter Holleins Leitung die Schirn mit Kulturmarke des Jahres ausgezeichnet[44]
- 2009: Österreicher des Jahres in der Kategorie Kulturmanagement von der Tageszeitung „Die Presse“ und dem ORF
- 2009: Chevalier dans l’Ordre des Arts et des Lettres, Auszeichnung des französischen Kulturministers
- 2010: Österreichisches Ehrenkreuz für Wissenschaft und Kunst[45]
- 2015: Binding-Kulturpreis
- 2016: Goethe-Plakette (Hessisches Ministerium für Wissenschaft und Kunst) des Landes Hessen[46]
- 2019: Goethe-Plakette der Stadt Frankfurt am Main[47]
- 2020: WU-Manager des Jahres[48]
- 2022: Hommage, Konrad-Adenauer-Stiftung[49]

## Schriften (Auswahl)
- Zeitgenössische Kunst und der Kunstmarktboom. Böhlau, Wien / Köln / Weimar 1999, ISBN 3-205-99133-8.
- (Hrsg.) Erró: Portrait and Landscape/Portrait und Landschaft. Hatje Cantz, Ostfildern 2012, ISBN 978-3-7757-3168-3.

## Privates
Hollein ist mit der Modedesignerin und Autorin Nina Hollein (* 1971) verheiratet. Das Paar hat drei Kinder und lebt in New York City.